# Sprechapraxie
Die Sprechapraxie (englisch Apraxia of Speech, kurz: AOS) wird als Störung der sprechmotorischen Programmierungsprozesse definiert. Verursacht wird diese neurologisch bedingte, erworbene zerebrale Sprechstörung meist durch Infarkte der linken mittleren Hirnarterie. Meist geht eine Sprechapraxie gemeinsam mit einer Aphasie, insbesondere der Broca-Aphasie, einher. Eine isolierte Sprechapraxie wird eher selten beobachtet.
Aus der Läsion im Bereich der Großhirnhemisphäre, worin die sprachdominanten Areale lokalisiert sind, resultieren Störungen der sprechmotorischen Funktionen. Diese Störung der sprechmotorischen Programmierungsprozesse zeigt sich sowohl bei der Überprüfung willentlicher Bewegungen als auch bei der Überprüfung der Spontansprache. Die Bereiche Wahrnehmung und Verarbeitung von Sprache sind bei einer Sprechapraxie nicht gestört.
Betrachtet man die Sprechapraxie in Sprachverarbeitungsmodellen, ist diese zwischen der Aphasie, einer sprachsystematischen Störung, und der Dysarthrie, einer Störung der motorischen Ausführung, lokalisiert.
Eine Sprechapraxie ist charakterisiert durch prosodische Beeinträchtigungen, wie zum Beispiel einer verlängerten Dauer von Konsonanten und Vokalen sowie Pausen zwischen Lauten, Silben und Wörtern. Die dominierenden Symptome sind phonetische Fehler (Behauchung, Entstimmung, Lautdehnung, Nasalierung, Rückverlagerung und Überaspiration), sodass die phonetische Enkodierung gestört ist, wohingegen phonologische Fehler seltener auftreten.
Die Betroffenen zeigen aufgrund ihres Störungsbewusstseins und des intakten Sprachverständnisses große Frustration mit der erworbenen unflüssigen Sprechweise und der gestörten Lautstruktur bei sprachlichen Äußerungen.

## Ursachen
Sprechapraxien können durch verschiedene Ursachen ausgelöst werden. Es handelt sich jedoch immer um eine mehr oder weniger nicht reversible Zerstörung von Hirngewebe.
Sie gelten als erworbene, neurogene Sprechstörungen, die meist durch einen Insult oder ein Schädel-Hirn-Trauma hervorgerufen werden. Laut Angaben in der Literatur tritt eine isolierte Sprechapraxie, ohne Kombination mit einem anderen Störungsbild, nur bei ca. 10 Prozent der Patienten auf. Die meisten von diesen Patienten leiden zusätzlich auch an einer Aphasie. Da die Sprechapraxie nur selten als isoliertes Störungsbild auftritt und die neuronalen Netzwerke sehr komplex sind, lässt sich keine gesicherte Zuordnung zu Läsionsorten feststellen. Es gibt Nachweise über Mediateilinfarkte in der linken Hemisphäre, sowie Läsionen des Inselkortex, des Marklagers und subkortikale Störungen können eine mögliche Ursache sein.
Laut Literaturangaben ist eine Sprechapraxie, unabhängig von der Händigkeit, Folge einer linksseitigen Läsion im Versorgungsgebiet der A. cerebri media. Dass zerebrale Tumore oder entzündliche Prozesse zu einer Sprechapraxie führen, kommt seltener vor.

## Symptome
Zu den Symptomen der Sprechapraxie gehören eine Initiierungsproblematik, phonetische Entstellungen und intonatorische Auffälligkeiten und Suchbewegungen. Bei schweren Formen der Sprechapraxie kann die willkürliche Bildung von Lauten selbst gestört sein, die Patienten können dann nicht einmal bewusst phonieren, während die reflektorische Lauterzeugung, etwa beim Lachen, intakt ist.
Insgesamt ist es also eher eine reine „Outputstörung“. Die Funktionen Lesen, Schreiben und Sprachverständnis sind bei einer reinen Sprechapraxie völlig intakt. Auch liegt keine Störung der Muskelkraft vor. Häufig liegt gleichzeitig eine Dysarthrie vor.
Sprechapraktische Symptome können sich auf unterschiedlichen Ebenen zeigen:
1. Auf der segmentalen Ebene: Störungen auf dieser Ebene beziehen sich auf die einzelnen Sprachlaute. Es kommt zu:
  - phonematischen Fehlern:  Lautelisionen, -additionen und -substitutionen
  - entstellten phonematischen Fehlern: dabei wird ein Laut verändert und gleichzeitig gedehnt
  - phonetischen Entstellungen: Lautdehnungen, Labialisierung, (De-), Nasalierungen
  - gestörten Lautübergängen[12]
  - Inkonstanz des Fehlermusters: Der Patient weist keine einheitlichen Fehler auf. Laute können zu verschiedenen Zeitpunkten unterschiedlich gebildet werden.
  - störungsfreien Intervallen: Patienten können trotz mittelschwerer bis schwerer Sprechapraxie teilweise störungsfrei artikulieren.
2. Auf der suprasegmentalen Ebene: Störungen auf dieser Ebene betreffen die prosodischen Elemente des Sprechens. Es kommt zu:
  - verlangsamtem Sprechtempo
  - silbischem Sprechen
  - Unterbrechungen des Redeflusses
  - unpassenden Pausensetzungen
  - lang anhaltenden Sprechpausen
  - Laut-, Silben- und/oder Wortiterationen
3. Auf der Ebene des Sprechverhaltens: Es kommt zu:
  - sicht- und hörbaren Sprechanstrengungen
  - stummen oder hörbaren Suchbewegungen
  - sichtbarer Frustration[13]

## Diagnostik
Für eine logopädische bzw. klinisch-linguistische Diagnostik gibt es Kriterien, die auf das Vorliegen einer Sprechapraxie deuten.
Ziel der Diagnostik ist es, die Sprechapraxie zu erkennen und sie von anderen Störungsbildern abzugrenzen.
Für den deutschen Sprachraum existiert noch kein standardisiertes und normiertes Testverfahren für die Sprechapraxie. Daher wird eine Kombination verschiedener Untersuchungen empfohlen. Mithilfe der 10-Punkte-Checkliste von Liepold u. a.(2003) kann das mögliche Vorliegen einer Sprechapraxie geprüft werden. Hierbei werden 10 Fragen mit „ja“ oder „nein“ beantwortet – je mehr Fragen mit „ja“ beantwortet werden, desto größer ist die Wahrscheinlichkeit des Vorliegens einer Sprechapraxie. Besteht der Verdacht auf eine Sprechapraxie, soll eine weitere Diagnostik vorgenommen werden. Differenzialdiagnostisch ist vor allem eine Abgrenzung der Sprechapraxie von den Störungsbildern Dysarthrie und Aphasie notwendig.

### Perzeptive Verfahren
Hierbei werden visuell und auditiv erkennbare Symptome evaluiert. Zu den perzeptiven Verfahren gehören die Analyse der Spontansprache und Kommunikationsfähigkeit der Betroffenen, Verständlichkeitsmessungen sowie Untersuchungsbögen, wie beispielsweise von Lauer & Birner-Janusch (2010) oder die Hierarchischen Wortlisten von Liepold et al. Diese systemischen Untersuchungsverfahren ermöglichen zudem eine Verlaufskontrolle.

### Apparative Verfahren
Apparative Verfahren ermöglichen eine objektive Untersuchung der Symptomatik. Die Durchführung ist jedoch meist nur in größeren Krankenhäusern möglich.

### Hierarchische Wortlisten
Hierarchische Wortlisten sind ein Screeningverfahren, das zur Einschätzung des Schweregrads und des Störungsschwerpunktes dient. Es handelt sich um einen Nachsprechtest, bei dem der Patient die Wörter/Pseudowörter nachsprechen oder gegebenenfalls laut vorlesen soll. Ziel des Screenings ist die systematische Erfassung von sprechpraktischen Symptomen. Das Testverfahren beinhaltet Wörter und Pseudowörter, um die Lexikalität beurteilen zu können, unterschiedliche Wortlängen, um Wortlängeneffekte zu erfassen, wie auch einfache sowie komplexe Silbenstrukturen, um die Silbenkomplexität zu erfassen. Das Screening besteht aus 2 × 8 Listen. Diese Listen bestehen aus je 6 Wörtern und Pseudowörtern, wobei die Items jeder Liste dieselbe Silbenzahl und -struktur haben. Die Screeningitems sind dabei in Kategorien mit aufsteigender Silbenzahl geordnet. Wenn in drei aufeinander folgenden je mindestens drei Fehler beziehungsweise nicht verwertbare Reaktionen auftreten, wird der Test abgebrochen.